# Ponte Bol'šeochtinskij
Il ponte Bol'šeochtinskij (in russo Большеохтинский мост?, Bol'šeochtinskij most) è un ponte stradale sul fiume Neva a San Pietroburgo, situato in corrispondenza della foce del fiume Ochta. È composto da tre campate, di cui la centrale  è formata da un ponte levatoio che viene aperto ogni notte per consentire la navigazione fluviale.

## Storia

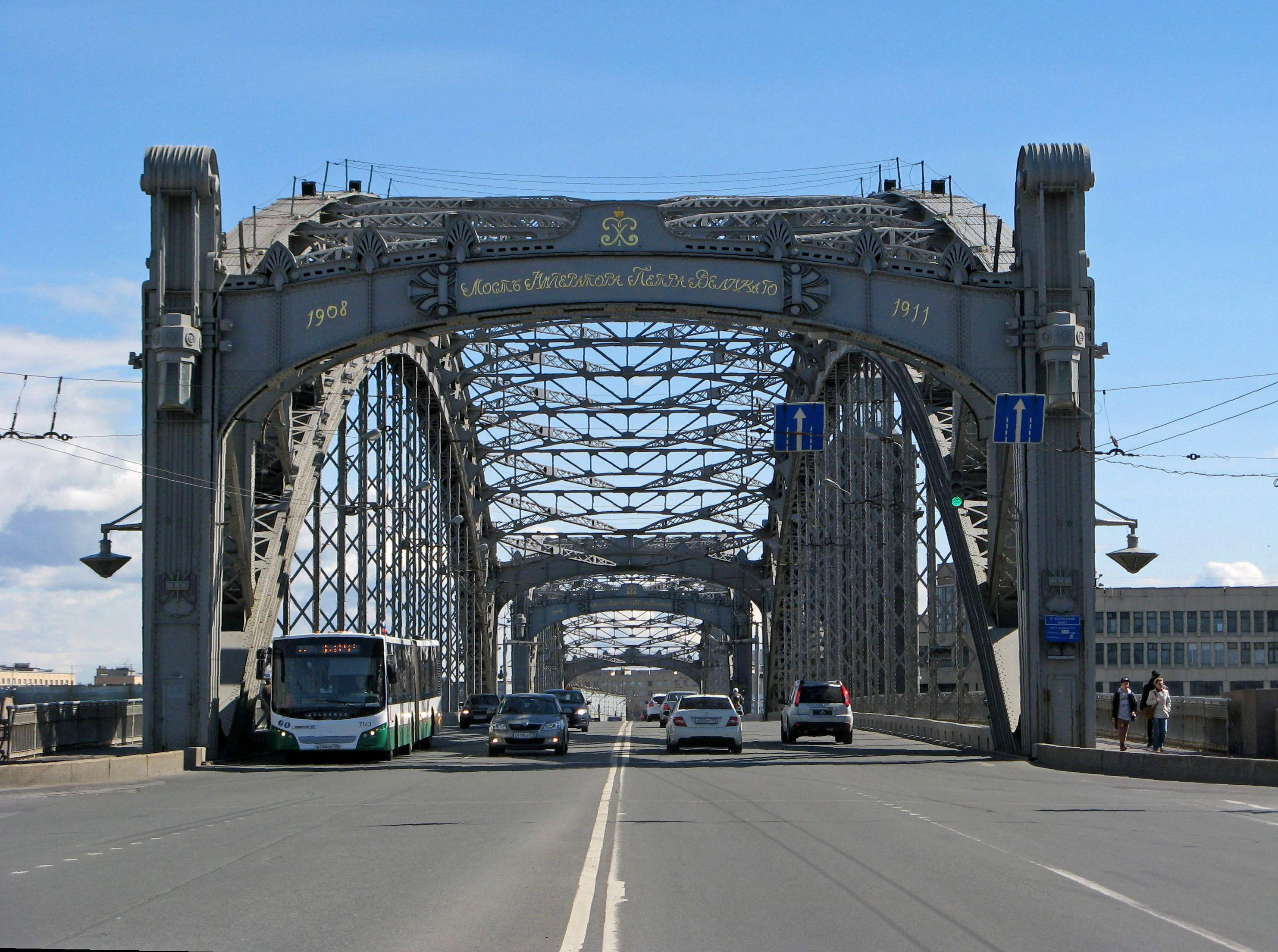
L'ingresso del ponte. È possibile leggere la dedica allo zar Pietro il Grande

Le prime idee di costruire un ponte sul fiume Neva nei pressi della foce del fiume Ochta, il principale affluente della Neva nel territorio di San Pietroburgo, iniziarono a circolare nel 1829. Nei pressi della Ochta infatti esistevano degli insediamenti già prima della fondazione della città e nel XIX secolo, benché non facesse ancora ufficialmente parte di San Pietroburgo, il quartiere di Ochta si sviluppò diventando un importante centro industriale con fabbriche e cantieri navali. In assenza di un ponte il trasporto di merci e persone da una parte all'altra del fiume era garantito da un servizio di barche.
Nel 1901 la duma municipale bandì un concorso internazionale per il progetto del ponte. Furono presentati 16 progetti da sette paesi diversi (Francia, Germania, Impero austro-ungarico, Paesi Bassi, Spagna e Stati Uniti oltre alla Russia), oltre a quattro progetti fuori concorso. La commissione non fu convinta da nessuno dei progetti in concorso, ma venne invece scelto il progetto proposto dagli ingegneri militari Grigoij Grigor'evič Krivošein (in russo Григорий Григорьевич Кривошеин?) e Vladimir Petrovič Apyškov (in russo Владимир Петрович Апы́шков?).

L'idea centrale del loro progetto era quella di realizzare un ponte levatoio in modo da non ostacolare il transito delle navi mercantili anche di grandi dimensioni lungo il fiume. Il ponte sarebbe stato perciò costituito da due grandi campate di 136 metri ciascuna ai lati e da una campata apribile al centro.
Nonostante la scelta di un progetto i lavori tardarono diversi anni ad iniziare, anche a causa dell'opposizione delle compagnie di traghetti lungo il fiume che temevano di perdere il proprio redditizio lavoro, finché il 7 aprile 1907 la nave passeggeri Arkhangelk che stava trasportando un gruppo di persone da una parte all'altra della Neva urtò un blocco di ghiaccio e affondò, causando la morte di 39 persone. L'incidente rese evidente la necessità di un ponte e i lavori ebbero inizio pochi mesi dopo. La cerimonia di inaugurazione dei lavori di costruzione ebbe luogo il 26 giugno 1909, alla vigilia del duecentesimo anniversario della conclusione della Campagna di Poltava, per cui si decise di dedicarlo al vincitore di tale campagna militare, lo zar Pietro il Grande.

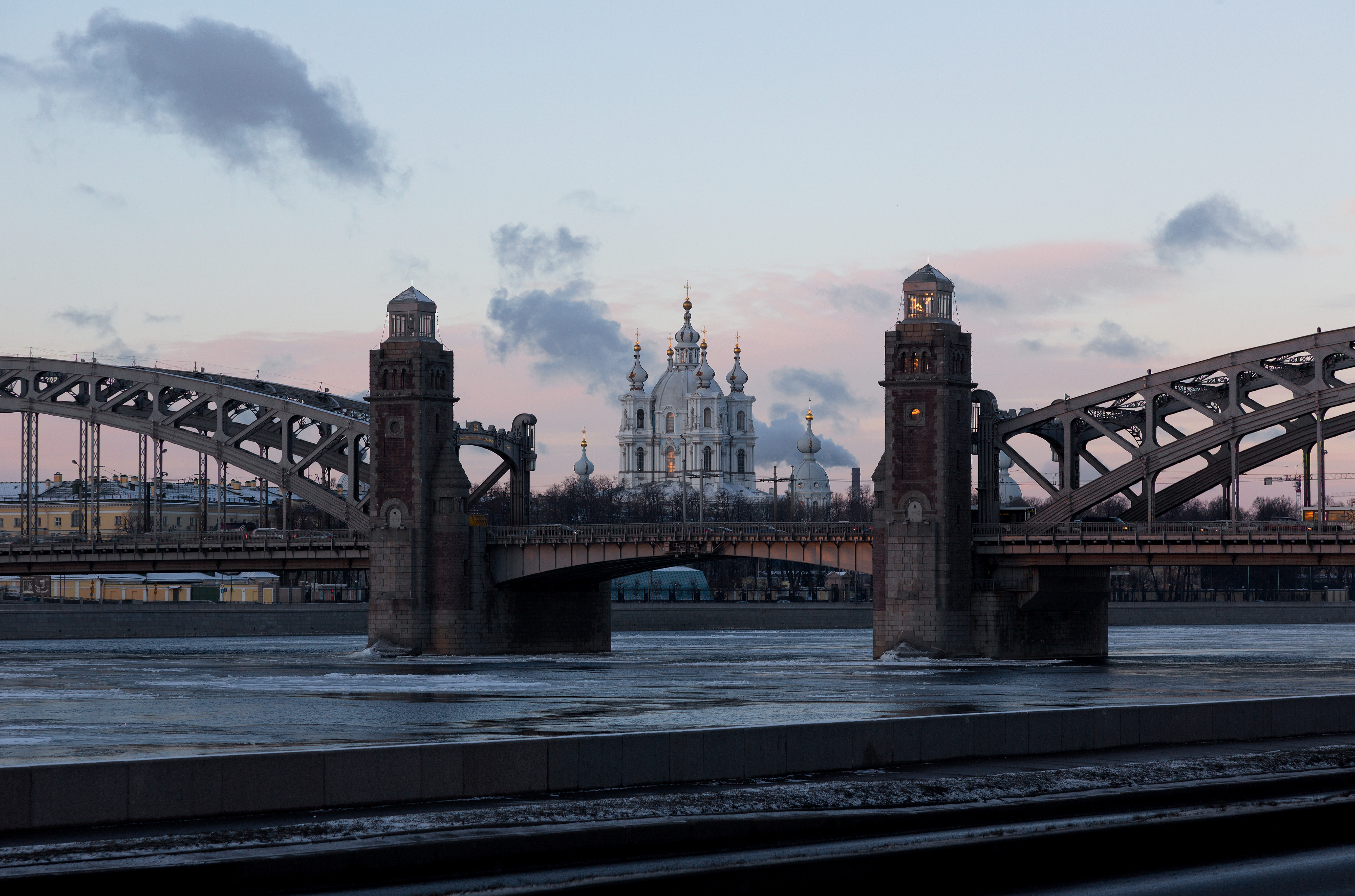
Dettaglio della parte centrale del ponte

La direzione dei lavori fu affidata a Grigoij Krivošein, autore del progetto, con il supporto di una commissione composta dagli ingegneri e architetti russi Vladimir Petrovič Apyškov, S. P. Bobrovskij (in russo С. П. Бобровский?), G.P. Perederij (in russo Г. П. Передерий?), Nikolaj Apollonovič Beleljubskij, Leon N. Benois (in russo Леонтий Н. Бенуа?), S. K. Kunickij (in russo С. К. Куницкий,?) e P. M. Šeloumov (in russo П. М. Шелоумов?). Esecutore dei lavori fu la ditta K. Rudzsky and Co. di Varsavia.

Il ponte aprì al traffico il 26 ottobre 1911.
Il 21 agosto 1963 un Tupolev Tu-124 della compagnia aerea Aeroflot in avaria fece un atterraggio di emergenza sul fiume Neva. L'aereo passò a 30 metri al di sopra del ponte Bol'šeochtinskij e sfiorò il ponte Aleksandr Nevskij, al tempo in costruzione, prima di impattare con l'acqua. Tra le 52 persone a bordo tra passeggeri ed equipaggio non ci furono vittime.
Negli anni 1990 il ponte è stato oggetto di un lungo lavoro di ristrutturazione. In particolare è stata ricostruita la campata centrale apribile, utilizzando una struttura esteticamente simile alla precedente ma con elementi saldati anziché rivettati e sostituendo il meccanismo di apertura. È stato rifatto il manto stradale ed è stato installato un nuovo sistema di illuminazione lungo tutta la struttura. Il ponte è stato riaperto al traffico stradale nel 1997, mentre il traffico pedonale non è mai stato interrotto.

### Il nome
La cerimonia di inaugurazione dei lavori di costruzione del ponte ebbe luogo il 26 giugno 1909, alla vigilia del duecentesimo anniversario della conclusione della Campagna di Poltava, per cui si decise di chiamarlo ponte Imperatore Pietro il Grande, in onore del vincitore di tale campagna militare, lo zar Pietro I di Russia.
Durante il periodo sovietico il ponte fu ribattezzato Bol'šeochtinskij (in russo Большеохтинский мост?), dal nome del vicino quartiere di 
Bol'šaja Ochta (in russo Большая Охта?). Dopo la caduta dell'Unione Sovietica è stato parzialmente ripristinato il nome originale e oggi il ponte è conosciuto sia come ponte Bol'šeochtinskij che come ponte Pietro il Grande.

## Descrizione

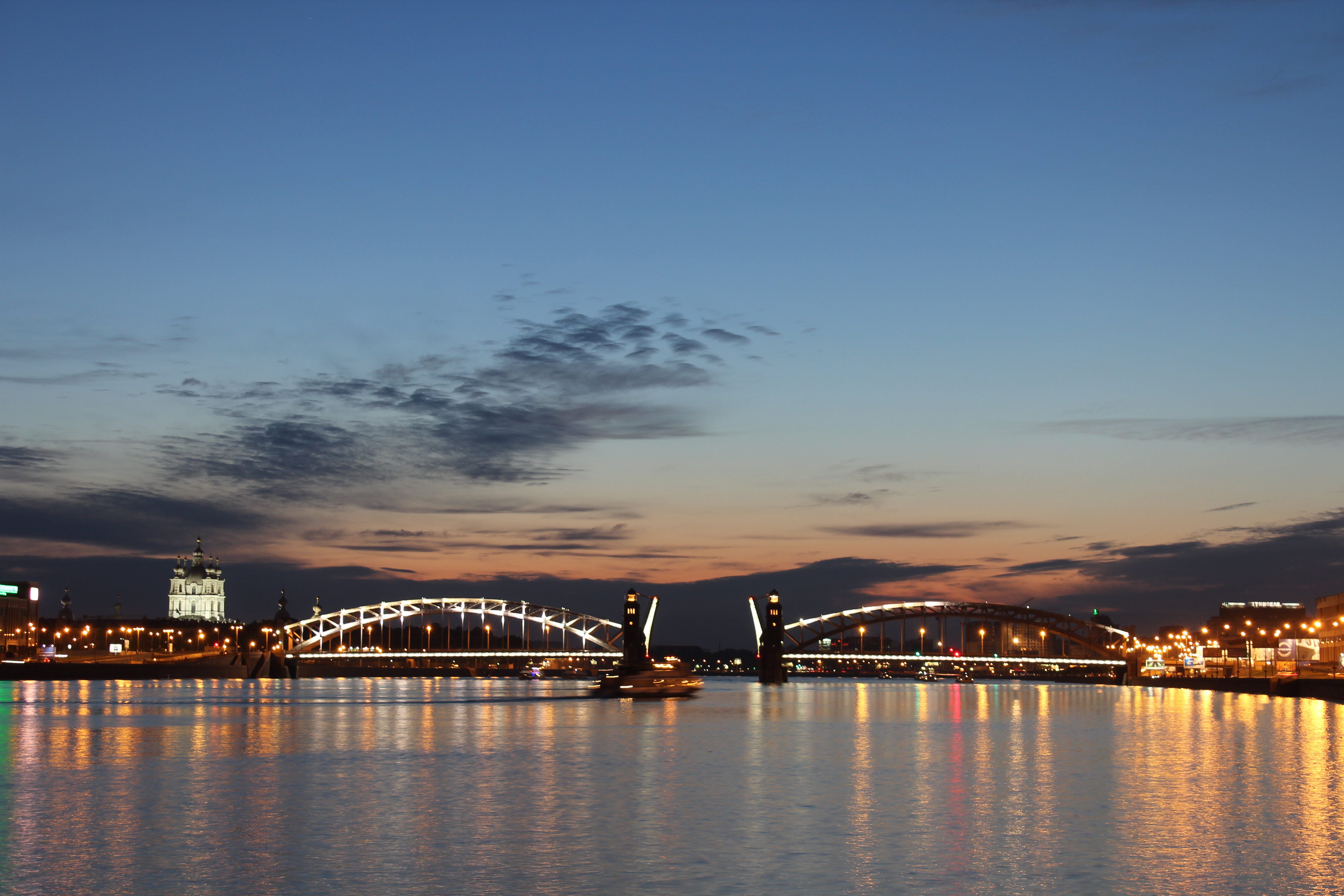
Il ponte di notte con la campata centrale aperta

Il ponte attraversa il fiume Neva in corrispondenza della foce del fiume Ochta e ha una lunghezza complessiva di 334,3 metri.
È composto da tre campate: le due laterali sono lunghe circa 136 metri ed hanno una struttura portante realizzata tramite un traliccio ad arco in acciaio. La campata centrale, lunga 48 metri, è un ponte levatoio che può essere aperto in mezzeria per permettere il passaggio della navi. Ai lati della campata centrale si trovano due torri di controllo in granito di forma quadrangolare, che nell'aspetto ricordano due fari. Il ponte viene aperto ogni notte tra le 2:00 e le 5:00 del mattino.
L'impalcato, largo 23,5 metri, ospita 5 corsie stradali: 2 sono dedicate a ciascun senso di marcia mentre dal 2017 il senso della corsia centrale viene modificato durante la giornata a seconda dei diversi flussi di traffico. Sui lati esterni dell'impalcato si trovano due marciapiedi pedonali.
Gli elementi dei tralicci in acciaio sono collegati tra loro tramite rivetti. Secondo una leggenda al momento della costruzione sarebbe stato usato, insieme a tutti quelli in acciaio, anche un rivetto in oro massiccio verniciato in modo da farlo risultare dello stesso colore degli altri. Dal momento che sul ponte sono presenti alcune centinaia di migliaia di rivetti è impossibile verificare se la leggenda sia reale o meno.